# Integridad territorial
La integridad territorial es un principio de derecho internacional que evoca el derecho de un Estado de preservar intacto su territorio ante la intervención exterior. 
El artículo 2 de la Carta de las Naciones Unidas declara que: «Los miembros de la Organización, en sus relaciones internacionales, se abstendrán de recurrir a la amenaza o al uso de la fuerza contra la integridad territorial o la independencia política de cualquier Estado, o en cualquier otra forma incompatible con los propósitos de las Naciones Unidas.»

## Evolución histórica
Aunque la idea de soberanía cristaliza ya en los tratados firmados en la Paz de Westfalia de 1648 y en Leviatán, la obra de Thomas Hobbes publicada en 1660, la integridad territorial se violó constantemente hasta después de la Segunda Guerra Mundial. Con la creación de la Organización de Naciones Unidas y, más tarde, organizaciones como la Conferencia sobre la Seguridad y la Cooperación en Europa, el principio comenzó a recogerse en las resoluciones internacionales. El Acta Final de Helsinki, con que culminó la Conferencia sobre la Seguridad y la Cooperación en Europa, establece la «inviolabilidad de las fronteras», la «integridad territorial de los Estados» la «igualdad de derechos y derecho de autodeterminación de los pueblos» y la «abstención de recurrir a la amenaza o al uso de la fuerza», armonizando así el principio de integridad territorial con el de la prohibición de la amenaza o al uso de la fuerza y no exactamente con la preservación absoluta del territorio como a veces se interpreta, sosteniendo que las «fronteras podrán ser modificadas, de conformidad con el derecho internacional, por medios pacíficos y por acuerdo».
El derecho de autodeterminación de los pueblos es el derecho de un pueblo a decidir sus propias formas de gobierno, perseguir su desarrollo económico, social y cultural, y estructurarse libremente, sin injerencias externas y de acuerdo con el principio de igualdad. Tal derecho puede articularse, tal y como aseguró la Comisión Africana de Derechos Humanos y de los Pueblos, en independencia, autogobierno, gobierno local, federalismo, confederalismo, unitarismo o cualquier otra forma de relación conforme a las aspiraciones del pueblo, pero reconociendo los otros principios establecidos, como la soberanía e integridad territorial. Es decir, la independencia es una forma legal de ejercicio del derecho a la autodeterminación si se ejecuta sin romper el principio de integridad territorial de los Estados, lo cual a su vez solo es posible en el contexto colonial (donde no hay integridad territorial a salvaguardar), en que los pueblos coloniales podrán acceder de manera inmediata al derecho de libre determinación, siempre y cuando este derecho respete a su vez la integridad territorial del Estado colonial que reclama su independencia (para evitar situaciones como lo ocurrido en Katanga) o en caso de acuerdo explícito entre las partes (caso de Eslovaquia). Por otra parte, en caso de darse una situación en la que el principio de integridad territorial es claramente incompatible con el de la libre determinación, el primero debe asumir, en virtud del derecho internacional actual, dar paso al último en ciertas circunstancias. Siguiendo los mandatos de la Resolución 1514, que dicta que "todo intento encaminado a quebrantar total o parcialmente la unidad nacional y la integridad territorial de un país es incompatible con los propósitos y principios de la Carta de las Naciones Unidas", y la Resolución 1541 de las Naciones Unidas, respectivamente, se contempla la posibilidad de que una determinada comunidad integrada en un Estado exija su derecho a escindirse unilateralmente de dicho Estado si una mayoría o minoría insiste en cometer un crimen internacional, como el genocidio, o impone una denegación masiva de los derechos humanos como una política deliberada en contra de la otra parte. En tales circunstancias se afirma que la parte oprimida, minoría o mayoría, podrá recurrir a la libre determinación de los pueblos hasta llevar a cabo una secesión (con salvedades, esta fue la situación que ocurrió en el caso de Kosovo).
En caso de que ninguna de las situaciones antedichas y recogidas en las diferentes resoluciones de las Naciones Unidas se produzcan (es decir, que el territorio no sea un territorio colonial y que el Estado al que dicho territorio pertenece respete los derechos humanos de quienes viven en dicho territorio) se presume, de acuerdo con la Resolución 2526 de las Naciones Unidas, que los diferentes pueblos ejercerán su autodeterminación de manera interna y que las reclamaciones de secesión, así como de independencia, deberán negociarse dentro del marco legal del Estado al que pertenezcan, pues es el ordenamiento jurídico de este último quien rige el modo en que se canalizarán dichas reclamaciones.

## En Argentina
El reclamo de soberanía de la Argentina sobre las Islas Malvinas descansa, en parte, en el principio de integridad territorial del Estado Argentino.

## En España
Aunque este principio en el derecho internacional pide simplemente la abstención del uso de la fuerza por un Estado contra cualquier otro, tres de las cuatro principales formaciones políticas de España (Partido Popular, Partido Socialista Obrero Español y Ciudadanos-Partido de la Ciudadanía) defienden la interpretación del concepto «integridad territorial», como la preservación del territorio del estado intacto, no solo ante amenazas externas y en favor de la paz, sino también, como argumento en contra del derecho de autodeterminación de los pueblos.
Su fundamento se encuentra en la resolución 2625 de Naciones Unidas, que señala que el derecho a la libre determinación de los pueblos no autoriza o fomenta cualquier acción encaminada a quebrantar o menospreciar, total o parcialmente, la integridad territorial de Estados soberanos e independientes que se conduzcan de conformidad con el principio de la igualdad de derechos y de la libre determinación de los pueblos antes descritos y estén, por tanto dotados de un gobierno que represente a la totalidad del pueblo perteneciente al territorio, sin distinción por motivo de raza, credo o color. El partido político de ámbito estatal Podemos y partidos regionales defienden el respeto a la libre determinación de los pueblos conforme a lo convenido en el artículo 1 punto 1 del Pacto Internacional de Derechos Civiles y Políticos, como requisito necesario para el pleno disfrute del derecho a determinar su destino político colectivo de manera democrática y a decidir la forma de relacionarse con otros pueblos sin recurrir, ni estar sometidos, a la amenaza o el uso de la fuerza.